# Твін-Гіллс (Аляска)
Твін-Гіллс (англ. Twin Hills) — переписна місцевість (CDP) в США, в окрузі Діллінгем штату Аляска. Населення — 103 особи (2020).

## Географія
Твін-Гіллс розташований за координатами 59°6′1″ пн. ш. 160°18′33″ зх. д. / 59.10028° пн. ш. 160.30917° зх. д. (59.100182, -160.309262).  За даними Бюро перепису населення США в 2010 році переписна місцевість мала площу 59,67 км², з яких 58,98 км² — суходіл та 0,69 км² — водойми.

## Демографія
Згідно з переписом 2010 року, у переписній місцевості мешкали 74 особи в 29 домогосподарствах у складі 18 родин. Густота населення становила 1 особа/км².  Було 36 помешкань (1/км²).
Расовий склад населення:
| - 94,6 % — корінних американців - 2,7 % — білих |

До двох чи більше рас належало 2,7 %. Частка іспаномовних становила 0,0 % від усіх жителів.
За віковим діапазоном населення розподілялося таким чином: 25,7 % — особи молодші 18 років, 64,8 % — особи у віці 18—64 років, 9,5 % — особи у віці 65 років та старші. Медіана віку мешканця становила 41,5 року. На 100 осіб жіночої статі у переписній місцевості припадало 111,4 чоловіків;  на 100 жінок у віці від 18 років та старших — 96,4 чоловіків також старших 18 років.
Середній дохід на одне домашнє господарство  становив 47 924 долари США (медіана — 38 125), а середній дохід на одну сім'ю — 42 133 долари (медіана — 33 750). За межею бідності перебувало 29,5 % осіб, у тому числі 57,1 % дітей у віці до 18 років та 12,5 % осіб у віці 65 років та старших.
Цивільне працевлаштоване населення становило 30 осіб. Основні галузі зайнятості: освіта, охорона здоров'я та соціальна допомога — 33,3 %, публічна адміністрація — 30,0 %, транспорт — 26,7 %.